# Demokratische Fortschrittspartei (Taiwan)
Die Demokratische Fortschrittspartei (chinesisch 民主進步黨, Pinyin Mínzhǔ Jìnbù Dǎng, kurz 民進黨,  Mínjìndǎng, englisch Democratic Progressive Party, kurz DPP) ist die aktuelle Regierungspartei in der Republik China (Taiwan). Die als Opposition zur Kuomintang gegründete Partei stellte von 2000 bis 2008 mit Chen Shui-bian erstmals den Präsidenten. Weitere DPP-Präsidenten waren bzw. sind Tsai Ing-wen (2016–2024) und Lai Ching-te (seit 2024).

## Geschichte und politische Ziele
Das ursprüngliche Gründungstreffen der DPP fand am 1. Mai 1986 auf Initiative taiwanischer Dissidenten der Oppositionsbewegung Dangwai mit finanzieller Unterstützung US-amerikanischer Industrieller in Los Angeles mit über 200 Teilnehmern statt. Erklärtes Ziel der neuen Partei war es, eine Liberalisierung Taiwans zu erwirken. Bis heute ist strittig, von wem die Gründung angeregt oder erzwungen wurde. Zahlreiche Mitglieder der demokratischen Bewegung auf Taiwan standen dem Gründungsvorgang in den USA ablehnend gegenüber und sprachen sich gegen eine Einmischung von außen aus. So veröffentlichte der Vorsitzende des oppositionellen Schriftsteller- und Journalistenverbandes Chiou I-jen (Auszug):

„Ich bin gegen dieses Vorgehen des Auslandes. Die Gründung einer Oppositionspartei auf Taiwan ist kein juristisches Problem, sondern ein politischer Kampf. Eine im Ausland gegründete Partei ist eine politische Partei ohne jede Wurzel auf Taiwan.“

Vor diesem Hintergrund fand am 28. September 1986 nochmals die offizielle Gründung der DPP auf Taiwan statt. Entgegen dem bestehenden Parteienverbot nahm die DPP als illegale Partei im selben Jahr an den Zusatzwahlen zur Nationalversammlung der Republik China und des Legislativ-Yuan teil, bei welchen sie einen Achtungserfolg erzielen konnte.
Die Dangwai entstand in den 1970er-Jahren, als ab 1972 regelmäßig Zusatzwahlen erlaubt wurden. Diese Zusatzwahlen boten der Opposition eine politische Bühne. Nach den Achtungserfolgen bei den Wahlen 1977 bewegte sich die Dangwai auf eine Institutionalisierung in Form einer Parteigründung zu. Vor dem Hintergrund der Schließung der US-Botschaft in Taipeh 1979 suspendierte die Regierung die für 1979 anstehenden Zusatzwahlen, woraufhin es zu einer Radikalisierung der Dangwai-Bewegung und zu dem Kaohsiung-Vorfall kam.
In der Folge wurden zahlreiche Oppositionsführer inhaftiert, unter anderem auch die spätere Vizepräsidentin der Republik China, Annette Lu. Der Ruf nach politischen Reformen aus Washington, das Bekanntwerden zahlreicher Menschenrechtsverletzungen durch die Regierung in Taipeh und der damit verbundene Ansehensverlust machten es der Regierung jedoch unmöglich, eine Stabilisierung der Dangwai in den 80er Jahren zu verhindern. Im Rahmen des spätestens ab 1986 einsetzenden Demokratisierungsprozesses in Taiwan formierte sich dann die DPP, die Ende der 1980er Jahre legalisiert wurde.
Nachdem 1992 erstmals demokratische Wahlen zum Legislativ-Yuan abgehalten wurden, errang die Partei in den 1990ern zahlreiche Wahlerfolge und stellte von Mai 2000 bis Mai 2008 mit Chen Shui-bian zum ersten Mal den Präsidenten. Nach der Wahlniederlage des Kandidaten Hsieh Chang-ting gegen den Kuomintang-Kandidaten Ma Ying-jeou im Jahr 2008 befand sich die DPP in der Opposition. 2012 erreichte die Partei bei der Wahl des Legislativ-Yuans 35,4 % der Stimmen und war mit 40 von 113 Sitzen im Parlament vertreten. Am 15. April 2015 nominierte die DPP ihre Vorsitzende Tsai Ing-wen zum zweiten Mal als Kandidatin für die Präsidentenwahl 2016, die sie mit deutlichem Vorsprung am 16. Januar 2016 gewann. Parallel erhielt die DPP am selben Tag erstmals auch die absolute Mehrheit der Parlamentsmandate.
Obwohl sich die derzeitige Führung der DPP einerseits von ihrem Programm, die Unabhängigkeit Taiwans auch de jure in der Verfassung der Republik China festzuschreiben, grundsätzlich verabschiedet hat, verfolgt sie anderseits das Ziel, die Autonomie der Inselrepublik möglichst unumkehrbar zu bewahren.
Nach einer schweren Niederlage der DPP bei den Lokal- und Regionalwahlen am 24. November 2018 trat Tsai Ing-wen als Parteivorsitzende zurück. Ihr Nachfolger wurde am 9. Januar 2019 Cho Jung-tai. Bei den Wahlen zum Legislativ-Yuan und zum Präsidentenamt am 11. Januar 2020 konnte die DPP unter der Führung Tsais ihren Doppelerfolg von 2016 wiederholen, musste allerdings deutliche Stimmenverluste hinnehmen. Tsai wurde als Präsidentin wiedergewählt und die DPP erreichte im Legislativ-Yuan erneut die absolute Mandatsmehrheit. Im Mai 2020 kehrte Tsai an die Spitze der Partei zurück, gab den Vorsitz nach einer deutlichen Niederlage bei den Kommunalwahlen Ende November 2022 aber erneut ab. Am 15. Januar 2023 wurde Lai Ching-te zum neuen Parteivorsitzenden gewählt. Er hatte keinen Gegenkandidaten. Am 13. Januar 2024 gewann Lai auch die Präsidentenwahl in der Republik China (Taiwan) 2024.
Die Partei ist Mitglied des weltweiten Zusammenschlusses liberaler Parteien, der Liberalen Internationalen.

## Liste der Vorsitzenden
Im Folgenden sind die bisherigen Parteivorsitzenden mit Amtszeit aufgelistet.
1. Chiang Peng-chien (10. November 1986 bis 11. November 1987)
2. Yao Chia-wen (11. November 1987 bis 12. November 1988)
3. Huang Hsin-chieh (12. November 1988 bis 12. November 1991)
4. Hsu Hsin-liang (12. November 1991 bis 29. November 1993)
5. Shih Ming-teh (15. Mai 1994 bis 28. März 1996)
6. Hsu Hsin-liang (30. Juni 1996 bis 1. August 1998)
7. Lin Yi-hsiung (1. August 1998 bis 22. Juli 2000)
8. Hsieh Chang-ting (22. Juli 2000 bis 21. Juli 2002)
9. Chen Shui-bian (21. Juli 2002 bis 14. Dezember 2004)
10. Su Tseng-chang (15. Feb 2005 bis 8. Dezember 2005)
11. You Si-kun (26. Januar 2006 bis 3. Oktober 2007)
12. Hsieh Chang-ting (16. Januar 2008 bis 21. Mai 2008)
13. Tsai Ing-wen (21. Mai 2008 – 29. Feb 2012)
14. Su Tseng-chang (30. Mai 2012 bis 28. Mai 2014)
15. Tsai Ing-wen (28. Mai 2014 bis 24. November 2018)
16. Cho Jung-tai (9. Januar 2019 bis 20. Mai 2020)
17. Tsai Ing-wen (20. Mai 2020 bis 26. November 2022)
18. Lai Ching-te (18. Januar 2023 –)

## Bisherige Wahlergebnisse
Das taiwanische Wahlrecht ist eine Mischung aus Verhältniswahl und personalisierter Mehrheitswahl. In der folgenden Tabelle sind der Parteilisten-Stimmenanteil und die Gesamtzahl der gewonnenen Sitze (über Parteilisten und Wahlkreise) aufgeführt.
| Jahr | Wahl                 | Stimmen- anteil | Parlaments- sitze |
| ---- | -------------------- | --------------- | ----------------- |
| 1992 | Legislativ-Yuan 1992 | 31,0 %          | 51/161            |
| 1995 | Legislativ-Yuan 1995 | 33,2 %          | 54/164            |
| 1998 | Legislativ-Yuan 1998 | 29,6 %          | 70/225            |
| 2001 | Legislativ-Yuan 2001 | 33,4 %          | 87/225            |
| 2004 | Legislativ-Yuan 2004 | 35,7 %          | 89/225            |
| 2008 | Legislativ-Yuan 2008 | 36,9 %          | 27/113            |
| 2012 | Legislativ-Yuan 2012 | 34,6 %          | 40/113            |
| 2016 | Legislativ-Yuan 2016 | 44,1 %          | 68/113            |
| 2020 | Legislativ-Yuan 2020 | 34,0 %          | 61/113            |
| 2024 | Legislativ-Yuan 2024 | 36,2 %          | 51/113            |